# Orm
 For alternative betydninger, se Orm (flertydig). (Se også artikler, som begynder med Orm)
En orm er en generel betegnelse for et aflangt dyr uden ben. I normal dansk kaldes krybdyr i gruppen Serpentes sædvanligvis for slanger, selvom der findes undtagelser som eksempelvis hugorm. Betegnelsen dækker derfor helt ubeslægtede væsner som hugorm, stålorm, regnorm og pæleorm. 

## Mytologisk betydning
Orm har på olddansk også haft betydning i retning af drage. Derfor bliver mange mytologiske væsner kaldt for orme selvom vi i dag ville betegne dem som drager. De klassiske eksempler herpå er midgårdsormen og lindorme.